# African Union of Broadcasting
L'African Union of Broadcasting (AUB), (in francese: Union Africaine de Radiodiffusion (UAR) e in portoghese: União Africana de Radiodifusão), è un'organizzazione con sede a Dakar, in Senegal, che riunisce i principali enti radiotelevisivi pubblici dei paesi dell'Africa. Lo scopo dell'AUB è di favorire lo sviluppo di tutti gli aspetti riguardanti le trasmissioni africane incluso lo scambio di programmi tra le nazioni membri.

## Storia
L'AUB venne fondata nel 1962 come la Union of African National Television and Radio Organizations (in francese: Union des Radiodiffusions et Televisions Nationales d'Afrique, URTNA), un'agenzia autonoma specializzata attiva sotto gli auspici dell'Organizzazione dell'unità africana. La nascita dell'URTNA fu coordinata seguendo i principi dello statuto delle Nazioni Unite e dell'Unione Africana riguardanti la creazioni di istituzioni per la ricerca scientifica e per lo sviluppo culturale. L'organizzazione venne rinominata in AUB durante l'ultima assemblea generale dell'URTNA avvenuta il 30 ottobre del 2006 ad Abuja, Nigeria.

## Membri
| Stato               | Gruppo televisivo                                        |
| ------------------- | -------------------------------------------------------- |
| Algeria             | Radio Algérie                                            |
| Algeria             | Établissement Public de Télévision                       |
| Angola              | Televisão Pública de Angola                              |
| Benin               | Société de radio et de télévision du Bénin               |
| Botswana            | Botswana Television                                      |
| Burkina Faso        | Radiodiffusion-Télévision du Burkina                     |
| Burundi             | Radio Télévision Nationale du Burundi                    |
| Camerun             | Cameroon Radio Television                                |
| Capo Verde          | Radiotelevisão Caboverdiana                              |
| Rep. Centrafricana  | Télévision Centrafricaine                                |
| Ciad                | Radiodiffusion Nationale Tchadienne                      |
| Comore              | Office de Radio et Télévision des Comores                |
| Rep. del Congo      | Centre National de Radio et de Télévision Congolais      |
| RD del Congo        | Radio-Télévision nationale congolaise                    |
| Egitto              | Egyptian Radio and Television Union                      |
| Guinea Equatoriale  | Televisión de Guinea Ecuatorial                          |
| Eritrea             | Eri-TV                                                   |
| Etiopia             | Ethiopian Broadcasting Corporation                       |
| Gabon               | Groupe Gabon Télévisions                                 |
| Gambia              | Gambia Radio & Television Service                        |
| Ghana               | Ghana Broadcasting Corporation                           |
| Gibuti              | Radiodiffusion Télévision de Djibouti                    |
| Guinea              | Radio Télévision Guinéenne                               |
| Guinea-Bissau       | Televisão da Guiné-Bissau                                |
| Costa d'Avorio      | Radiodiffusion-Télévision Ivoirienne                     |
| Kenya               | Kenya Broadcasting Corporation                           |
| Lesotho             | Lesotho National Broadcasting Service                    |
| Liberia             | Liberia Broadcasting System                              |
| Madagascar          | Televiziona Malagasy                                     |
| Malawi              | Malawi Broadcasting Corporation                          |
| Mali                | Office de Radiodiffusion-Télévision du Mali              |
| Mauritius           | Mauritius Broadcasting Corporation                       |
| Mauritania          | Télévision de Mauritanie                                 |
| Mauritania          | Radio Mauritanie                                         |
| Marocco             | Société Nationale de Radiodiffusion et de Télévision     |
| Marocco             | 2M                                                       |
| Mozambico           | Televisão de Moçambique                                  |
| Namibia             | Namibian Broadcasting Corporation                        |
| Niger               | Radio Télévision Niger                                   |
| Nigeria             | Nigerian Television Authority                            |
| Ruanda              | Rwanda Broadcasting Agency                               |
| São Tomé e Príncipe | Televisão Santomense                                     |
| Senegal             | Radiodiffusion-Télévision Senegalaise                    |
| Seychelles          | Seychelles Broadcasting Corporation                      |
| Sierra Leone        | Sierra Leone Broadcasting Corporation                    |
| Somalia             | Somali National Television                               |
| Sudafrica           | South African Broadcasting Corporation                   |
| Sudan del Sud       | South Sudan Broadcasting Corporation                     |
| Sudan               | Sudan TV                                                 |
| eSwatini            | Eswatini Television Authority                            |
| Tanzania            | Tanzanian Broadcasting Corporation                       |
| Togo                | Télévision Togolaise                                     |
| Tunisia             | Établissement de la radiodiffusion-télévision tunisienne |
| Uganda              | Uganda Broadcasting Corporation                          |
| Zambia              | Zambia National Broadcasting Corporation                 |
| Zimbabwe            | Zimbabwe Broadcasting Corporation                        |